# Alexandra da Baviera

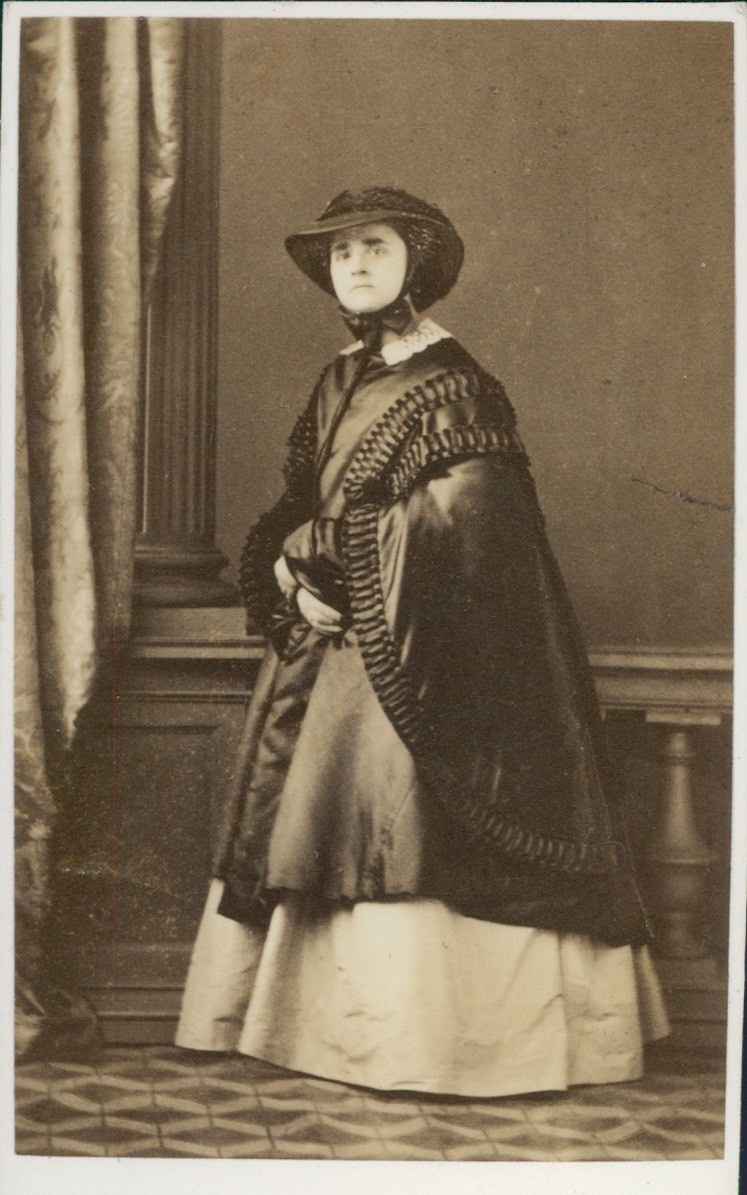
Uma Rara fotografia da Princesa.

Alexandra Amália da Baviera (em alemão:  Alexandra Amalie von Bayern; Castelo de Johannisburg, 26 de agosto de 1826 — Palácio Nymphenburg, 21 de setembro de 1875) foi um membro da Casa de Wittelsbach que dedicou sua vida à literatura. Entre outros, foi retratada por Stieler, e exposta na galeria da beleza.

## Biografia
Nascida no Castelo de Johannisburg, em Aschaffenburg, Alexandra era a quinta filha do rei Luís I da Baviera e de sua esposa, a princesa Teresa de Saxe-Hildburghausen. Ainda jovem, teve seu retrato pintado por Joseph Karl Stieler, para uma galeria comissionada por seu pai no palácio Nymphenburg.
Alexandra nunca se casou, sendo apontada abadessa do convento das Damas Nobres de Santa Ana, em Munique e Wurtzburgo. Em meados da década de 1850, o príncipe Louis Lucien Bonaparte pediu a mão de Alexandra em casamento para Luís I, mas Bonaparte era divorciado, e o rei recusou usando como desculpa a saúde delicada de sua filha.
Em 1852, Alexandra começou sua carreira literária. Seu primeiro livro de histórias foi titulado Weihnachtsrosen. No ano seguinte, ela publicou Souvenirs, pensées et essais. Em 1856, apareceu Feldblumen, cujos rendimentos ela doou para um orfanato. Em 1858, publicou Phantasie- und Lebensbilder. Em 1862, traduziu alguns romances de Eugenie Foa para o alemão. No ano seguinte, veio Thautropfen, uma coleção de histórias traduzidas do francês para o alemão e de algumas escritas por ela mesma.
Em 1870, Alexandra traduziu peças teatrais infantis de Arnaud Berquin para sua língua, em seu livro Das Kindertheater. No mesmo ano, apareceu Der erste des Monats, outra tradução, só que de Jean-Nicolas Bouilly. Em 1873, a princesa escreveu Maiglöckchen. Além disso, Alexandra contribuiu na revista de Isabella Braun, chamada Jugendblätter.
Apesar de suas realizações literárias, Alexandra sofria de excentricidades mentais. Ela tinha uma certa fixação por limpeza e, mais tarde em vida, desenvolveu a ilusão de que tinha engolido um piano feito de vidro. Alexandra morreu aos quarenta e nove anos, no Palácio Nymphenburg, e seu corpo foi enterrado na cripta de Theatinerkirche, em Munique.